# Adevinta
Adevinta è una società quotata in Norvegia e un operatore multinazionale di portali di piccoli annunci online. Fino ad aprile 2019 ha fatto parte del gruppo editoriale Schibsted.

## Piattaforme
I principali marchi di Adevinta sono Subito, automobile.it e Kijiji in Italia, InfoJobs in Spagna e Italia, Leboncoin in Francia, OLX in Brasile (50%), Jofogás in Ungheria, mobile.de e Kleinanzeigen in Germania e Segundamano in Spagna e America Latina.
Nel giugno 2020 Adevinta ha annunciato l'accordo con eBay per l'acquisizione di "eBay Classifieds Group", operante le piattaforme tedesche di piccoli annunci mobile.de GmbH e eBay Kleinanzeigen e l'italiana automobile.it, per 9,2 miliardi di dollari USA. In cambio, eBay ha ottenuto il 44% delle azioni di Adevinta, il che ne fa il maggiore azionista con il 33,3% dei diritti di voto. La vendita è stata completata il 26 giugno 2021.
In Francia, Adevinta possiede i marchi A Vendre à Louer, Vide Dressing, Agriaffaires, LocaSun, PayCar e l'Argus Group; in Spagna Fotocasa, coches.net, habitaclia.com, motos.net e milanuncios; in Ungheria Jófogás, Használtautó e Autónavigátor; in Irlanda Daft.ie, DoneDeal, Adverts.ie e Distilled; in Austria una quota del 50% di willhaben.
In America Latina possiede InfoJobs, Storia, Yapo in Cile, Segundamano in Messico.